# Società Sportiva Lazio 1937-1938
Questa voce raccoglie le informazioni riguardanti la Società Sportiva Lazio nelle competizioni ufficiali della stagione 1937-1938.

## Stagione
La Lazio partecipò al campionato di Serie A 1937-1938 classificandosi all'ottavo posto con 32 punti.
In Coppa Italia la Lazio fu eliminata in casa dal Brescia nei sedicesimi di finale.

## Organigramma societario
Area direttiva
- Presidente: Erberto Vaselli, poi (ad interim) Olindo Bitetti, poi Remo Zenobi

Area tecnica
- Allenatore: József Viola

## Rosa
| N. |                    | Ruolo | Calciatore          |
| -- | ------------------ | ----- | ------------------- |
|    | Italia (bandiera)  | P     | Giacomo Blason      |
|    | Italia (bandiera)  | P     | Archimede Nardi     |
|    | Italia (bandiera)  | P     | Vincenzo Provera    |
|    | Italia (bandiera)  | D     | Ferdinando Dal Pont |
|    | Uruguay (bandiera) | D     | Maximiliano Faotto  |
|    | Italia (bandiera)  | D     | Alfredo Monza       |
|    | Italia (bandiera)  | D     | Luigi Strobbe       |
|    | Italia (bandiera)  | D     | Renato Tofani       |
|    | Brasile (bandiera) | D     | Benedicto Zacconi   |
|    | Italia (bandiera)  | C     | Giuseppe Baldo      |
|    | Italia (bandiera)  | C     | Bruno Camolese      |
|    | Italia (bandiera)  | C     | Alessandro Capponi  |

| N. |                   | Ruolo | Calciatore            |
| -- | ----------------- | ----- | --------------------- |
|    | Italia (bandiera) | C     | Italo Cobelli         |
|    | Italia (bandiera) | C     | Armando Gasperotto    |
|    | Italia (bandiera) | C     | Libero Marchini       |
|    | Italia (bandiera) | C     | Luigi Milano          |
|    | Italia (bandiera) | C     | Giovanni Riccardi     |
|    | Italia (bandiera) | C     | Benedetto Stella      |
|    | Italia (bandiera) | C     | Giuseppe Viani        |
|    | Italia (bandiera) | A     | Umberto Busani        |
|    | Italia (bandiera) | A     | Emilio Capri          |
|    | Italia (bandiera) | A     | Giovanni Costa        |
|    | Italia (bandiera) | A     | Anfilogino Guarisi () |
|    | Italia (bandiera) | A     | Silvio Piola          |

## Calciomercato
| Acquisti | Acquisti            | Acquisti    | Acquisti   |
| R.       | Nome                | da          | Modalità   |
| -------- | ------------------- | ----------- | ---------- |
| P        | Archimede Nardi     | Roma        | definitivo |
| D        | Ferdinando Dal Pont | Triestina   | definitivo |
| D        | Maximiliano Faotto  | Palermo     | definitivo |
| C        | Benedetto Stella    | Fiorentina  | definitivo |
| A        | Emilio Capri        | Vicenza     | definitivo |
| A        | Anfilogino Guarisi  | Corinthians | definitivo |

| Cessioni | Cessioni         | Cessioni      | Cessioni      |
| R.       | Nome             | a             | Modalità      |
| -------- | ---------------- | ------------- | ------------- |
| P        | Pietro Brandani  | Rovigo        | definitivo    |
| D        | Bruno Strappini  | Vigevano      | definitivo    |
| C        | Giancarlo Nale   | Civitavecchia | definitivo    |
| C        | Nando Paicci     | Vicenza       | definitivo    |
| C        | Roberto Peticca  |               | fine carriera |
| C        | Luigi Uneddu     | Vigevano      | definitivo    |
| A        | Walter D'Odorico | Torino        | definitivo    |

## Risultati

### Serie A

#### Girone di andata
| Trieste 5 settembre 1937 1ª giornata | Triestina          | 0 – 0 referto | Lazio | Stadio del Littorio\| Arbitro: \| Scorzoni (Bologna) \| |
| Arbitro:                             | Scorzoni (Bologna) |               |       |                                                         |

| Arbitro: | Bevilacqua (Viareggio) |

|                   |           |                |
| Camolese 38’, 80’ | Marcatori | 36’ Arcari III |

| Lucca 26 settembre 1937 3ª giornata | Lucchese          | 0 – 0 referto | Lazio | Stadio Porta Elisa\| Arbitro: \| Zelocchi (Modena) \| |
| Arbitro:                            | Zelocchi (Modena) |               |       |                                                       |

| Arbitro: | Barlassina (Novara) |

|           |           |             |
| Piola 66’ | Marcatori | 88’ Frisoni |

| Arbitro: | Scotto (Savona) |

|                         |           |                               |
| Gabardo 55’ Moretti 80’ | Marcatori | 3’ Stella 84’ (aut.) Perversi |

| Arbitro: | Ciamberlini (Genova) |

|                      |           |  |
| Piola 13’ Busani 17’ | Marcatori |  |

| Arbitro: | Pirovano (Monza) |

|                               |           |                  |
| Camolese 4’ Riccardi 31’, 66’ | Marcatori | 87’ (aut.) Baldo |

| Arbitro: | Scorzoni (Bologna) |

|             |           |                  |
| Gabetto 74’ | Marcatori | 26’ (rig.) Piola |

| Arbitro: | Moretti (Genova) |

|                                   |           |  |
| Piola 38’ Busani 77’ Riccardi 84’ | Marcatori |  |

| Arbitro: | Scorzoni (Bologna) |

|                   |           |                                              |
| Busani 56’ (rig.) | Marcatori | 5’ Ferraris II 50’ Meazza 81’ (aut.) Cobelli |

| Arbitro: | Ciamberlini (Genova) |

|              |           |  |
| Venditto 71’ | Marcatori |  |

| Arbitro: | Moretti (Genova) |

|                                                     |           |  |
| Marchini 1’, 22’ Busani 8’ Piola 12’, 76’ Costa 66’ | Marcatori |  |

| Arbitro: | Soliani (Genova) |

|                                       |           |  |
| Marchini 47’ Piola 53’, 57’ Costa 83’ | Marcatori |  |

| Arbitro: | Barlassina (Novara) |

|           |           |            |
| Negro 26’ | Marcatori | 73’ Busani |

| Arbitro: | Zelocchi (Modena) |

|                 |           |           |
| Bollano 1’, 22’ | Marcatori | 83’ Piola |

#### Girone di ritorno
| Arbitro: | Curradi (Firenze) |

|                      |           |              |
| Piola 22’ Busani 74’ | Marcatori | 36’ Trevisan |

| Arbitro: | Bertolio (Torino) |

|                               |           |           |
| Barsanti 1’ Marchionneschi 5’ | Marcatori | 33’ Piola |

| Arbitro: | Mastellari (Bologna) |

|                                   |           |  |
| Camolese 17’ Busani 55’ Piola 82’ | Marcatori |  |

| Arbitro: | Barlassina (Novara) |

|                           |           |              |
| Michelini 7’ Borsetti 88’ | Marcatori | 19’ Camolese |

| Arbitro: | Mattea (Torino) |

|           |           |             |
| Capri 16’ | Marcatori | 33’ Moretti |

| Arbitro: | Barlassina (Novara) |

|  |           |                 |
|  | Marcatori | 47’, 84’ Busani |

| Arbitro: | Scotto (Savona) |

|                                                     |           |            |
| Grolli 26’, 70’ Capocasale 46’ Cason 65’ Grossi 90’ | Marcatori | 14’ Busani |

| Arbitro: | Barlassina (Novara) |

|            |           |             |
| Milano 89’ | Marcatori | 33’ Gabetto |

| Arbitro: | Ciamberlini (Genova) |

|              |           |  |
| Lombatti 65’ | Marcatori |  |

| Arbitro: | Mazza (Torre del Greco) |

|                                         |           |            |
| Frossi 9’ Meazza 41’ Ferrari 44’ (rig.) | Marcatori | 81’ Busani |

| Roma 27 marzo 1938 26ª giornata | Lazio            | 0 – 0 referto | Napoli | Stadio del PNF\| Arbitro: \| Soliani (Genova) \| |
| Arbitro:                        | Soliani (Genova) |               |        |                                                  |

| Arbitro: | Mastellari (Bologna) |

|              |           |  |
| D'Odorico 1’ | Marcatori |  |

| Bergamo 10 aprile 1938 28ª giornata | Atalanta          | 0 – 0 referto | Lazio | Stadio Mario Brumana\| Arbitro: \| Galeati (Bologna) \| |
| Arbitro:                            | Galeati (Bologna) |               |       |                                                         |

| Arbitro: | Moretti (Genova) |

|                                           |           |  |
| Capri 8’ Piola 12’, 18’, 61’ Marchini 55’ | Marcatori |  |

| Arbitro: | Mastellari (Bologna) |

|                                     |           |  |
| Busani 2’ Camolese 44’ Marchini 77’ | Marcatori |  |

### Coppa Italia

#### Fase finale
| Arbitro: | Mazza (Torre del Greco) |

|  |           |              |
|  | Marcatori | 61’ Zuccotti |

## Statistiche

### Statistiche di squadra
| Competizione    | Punti | In casa | In casa | In casa | In casa | In casa | In casa | In trasferta | In trasferta | In trasferta | In trasferta | In trasferta | In trasferta | Totale | Totale | Totale | Totale | Totale | Totale | DR  |
| Competizione    | Punti | G       | V       | N       | P       | Gf      | Gs      | G            | V            | N            | P            | Gf           | Gs           | G      | V      | N      | P      | Gf     | Gs     | DR  |
| --------------- | ----- | ------- | ------- | ------- | ------- | ------- | ------- | ------------ | ------------ | ------------ | ------------ | ------------ | ------------ | ------ | ------ | ------ | ------ | ------ | ------ | --- |
| Serie A         | 32    | 15      | 10      | 4       | 1       | 37      | 9       | 15           | 1            | 6            | 8            | 11           | 21           | 30     | 11     | 10     | 9      | 48     | 30     | +18 |
| Coppa Italia    |       | 1       | 0       | 0       | 1       | 0       | 1       | 0            | 0            | 0            | 0            | 0            | 0            | 1      | 0      | 0      | 1      | 0      | 1      | -1  |
| Prima Divisione | 20    | 8       | 6       | 0       | 2       | 21      | 7       | 8            | 3            | 2            | 3            | 13           | 10           | 16     | 9      | 2      | 5      | 34     | 17     | +17 |
| Totale          |       | 24      | 16      | 4       | 4       | 58      | 17      | 23           | 4            | 8            | 11           | 24           | 31           | 47     | 20     | 12     | 15     | 82     | 48     | +34 |

### Statistiche dei giocatori
Nel conteggio delle reti realizzate si aggiunga una autorete a favore in serie A e due autoreti e due reti assegnate a tavolino in Prima Divisione.
| Giocatore     | Serie A  | Serie A | Coppa Italia | Coppa Italia | Prima Divisione | Prima Divisione | Totale   | Totale |
| Giocatore     | Presenze | Reti    | Presenze     | Reti         | Presenze        | Reti            | Presenze | Reti   |
| ------------- | -------- | ------- | ------------ | ------------ | --------------- | --------------- | -------- | ------ |
| G. Baldo      | 24       | 0       | 1            | 0            | -               | -               | 25       | 0      |
| G. Blason     | 19       | -16     | -            | -            | -               | -               | 19       | -16    |
| U. Busani     | 30       | 12      | 1            | 0            | -               | -               | 31       | 12     |
| B. Camolese   | 26       | 6       | 1            | 0            | -               | -               | 27       | 6      |
| A. Capponi    | -        | -       | -            | -            | 13              | 4               | 13       | 4      |
| E. Capri      | 13       | 2       | -            | -            | 7               | 5               | 20       | 7      |
| I. Cobelli    | 1        | 0       | -            | -            | 14              | 2               | 15       | 2      |
| M. Corrado    | -        | -       | -            | -            | 2               | -2              | 2        | -2     |
| G. Costa      | 17       | 2       | 1            | 0            | 2               | 2               | 20       | 4      |
| V. Dagianti   | -        | -       | -            | -            | 7               | 4               | 7        | 4      |
| F. Dal Pont   | 4        | 0       | -            | -            | -               | -               | 4        | 0      |
| E. D'Orazi    | -        | -       | -            | -            | 1               | 0               | 1        | 0      |
| M. Faotto     | 5        | 0       | 1            | 0            | 2               | 0               | 8        | 0      |
| R. Ferrarese  | -        | -       | -            | -            | 15              | 0               | 15       | 0      |
| F. Gabriotti  | -        | -       | -            | -            | 7               | 0               | 7        | 0      |
| A. Gasperotto | 1        | 0       | -            | -            | -               | -               | 1        | 0      |
| C. Giubilo    | -        | -       | -            | -            | 3               | -4              | 3        | -4     |
| A. Guarisi    | 2        | 0       | -            | -            | -               | -               | 2        | 0      |
| A. Longhi I   | -        | -       | -            | -            | 11              | 5;-2            | 11       | 5      |
| G. Mancini    | -        | -       | -            | -            | 14              | 2               | 14       | 2      |
| G. Manfrè     | -        | -       | -            | -            | 1               | 0               | 1        | 0      |
| L. Marchini   | 16       | 5       | -            | -            | -               | -               | 16       | 5      |
| L. Milano     | 26       | 1       | 1            | 0            | -               | -               | 27       | 1      |
| A. Monza      | 30       | 0       | 1            | 0            | -               | -               | 31       | 0      |
| A. Nardi      | -        | -       | -            | -            | 10              | -9              | 10       | -9     |
| N. Paicci     | -        | -       | -            | -            | 14              | 0               | 14       | 0      |
| A. Palma      | -        | -       | -            | -            | 10              | 0               | 10       | 0      |
| S. Piola      | 28       | 15      | -            | -            | -               | -               | 28       | 15     |
| V. Provera    | 11       | -14     | 1            | -1           | -               | -               | 12       | -15    |
| R. Ramieri    | -        | -       | -            | -            | 6               | 0               | 6        | 0      |
| G. Riccardi   | 17       | 3       | 1            | 0            | 1               | 0               | 19       | 3      |
| B. Stella     | 4        | 1       | 1            | 0            | 4               | 3               | 9        | 4      |
| L. Strobbe    | -        | -       | -            | -            | 12              | 0               | 12       | 0      |
| V. Testa      | -        | -       | -            | -            | 1               | 0               | 1        | 0      |
| B. Zacconi    | 26       | 0       | -            | -            | -               | -               | 26       | 0      |
| L. Vettraino  | -        | -       | -            | -            | 7               | 3               | 7        | 3      |
| G. Viani      | 30       | 0       | 1            | 0            | -               | -               | 31       | 0      |

## Riserve
La squadra riserve della Lazio ha disputato nella stagione 1937-1938 il girone Lazio del campionato di Prima Divisione.

### Rosa
| N. |                    | Ruolo | Calciatore         |
| -- | ------------------ | ----- | ------------------ |
|    | Italia (bandiera)  | P     | Michele Corrado    |
|    | Italia (bandiera)  | P     | Corrado Giubilo    |
|    | Italia (bandiera)  | P     | Archimede Nardi    |
|    | Uruguay (bandiera) | D     | Maximiliano Faotto |
|    | Italia (bandiera)  | D     | Renato Ferrarese   |
|    | Italia (bandiera)  | D     | Guido Manfrè       |
|    | Italia (bandiera)  | D     | Armando Palma      |
|    | Italia (bandiera)  | D     | Luigi Strobbe      |
|    | Italia (bandiera)  | D     | Vittorio Testa     |
|    | Italia (bandiera)  | C     | Alessandro Capponi |
|    | Italia (bandiera)  | C     | Italo Cobelli      |
|    | Italia (bandiera)  | C     | Vittorio Dagianti  |

| N. |                   | Ruolo | Calciatore          |
| -- | ----------------- | ----- | ------------------- |
|    | Italia (bandiera) | C     | Francesco Gabriotti |
|    | Italia (bandiera) | C     | Nando Paicci        |
|    | Italia (bandiera) | C     | Giovanni Riccardi   |
|    | Italia (bandiera) | C     | Benedetto Stella    |
|    | Italia (bandiera) | A     | Emilio Capri        |
|    | Italia (bandiera) | A     | Giovanni Costa      |
|    | Italia (bandiera) | A     | Elvezio D'Orazi     |
|    | Italia (bandiera) | A     | Armando Longhi      |
|    | Italia (bandiera) | A     | Giuseppe Mancini    |
|    | Italia (bandiera) | A     | Renzo Ramieri       |
|    | Italia (bandiera) | A     | Luigi Vettraino     |